# Albrechtsberg an der Großen Krems
Albrechtsberg an der Großen Krems è un comune austriaco di 1 037 abitanti nel distretto di Krems-Land, in Bassa Austria; ha lo status di comune mercato (Marktgemeinde).